# Leontios Makhairas
Leontios Makhairas o Machairas, (in greco antico: Λεόντιος Μαχαιράς?) (1360/1380 circa – dopo il 1432) è stato uno storico cipriota di origine greca.

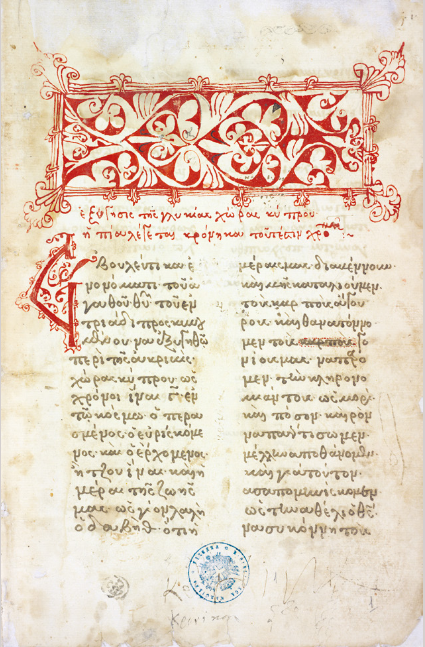
Leontios Makhairas - Manoscritto Biblioteca nazionale Marciana, incipit

Di famiglia greca, forse originaria di Nicosia, era al servizio dei Lusignano. Il padre era prete ortodosso, Leontios e i tre fratelli ebbero un'istruzione di alto livello.
Fu autore di un manoscritto in vernacolo greco cipriota medievale intitolato Cronaca del dolce paese di Cipro (Ἐξήγησις τῆς γλυκείας χώρας Κύπρου ἡ ποία λέγεται Κρόνακα, τοὐτέστιν Χρονικόν) che tratta del periodo compreso fra la visita a Cipro dell'imperatrice Elena e la morte di re 
Giovanni II (1458), la parte più dettagliata della cronaca si concentra però sui regni di Pietro I (1359-69) e Pietro II Lusignano (1369-82). 
Manoscritti del testo sono custoditi presso la Biblioteca Bodleiana a Oxford, la Biblioteca nazionale Marciana a Venezia e la Biblioteca Classense a Ravenna.
In particolare il manoscritto custodito a Venezia è di origine cipriota e successivo al 1523 ed è la versione più estesa del testo e l'unica che riporta riferimenti autobiografici dell'autore.

Sia il manoscritto di Oxford (1555) sia quello di Ravenna (XVI secolo) riportano invece una versione abbreviata della cronaca. Un altro manoscritto era forse presso la biblioteca del Monastero di Machairas distrutta da un incendio nel 1892. Del manoscritto veneziano esiste una traduzione in italiano presso la Biblioteca apostolica vaticana.
Una prima pubblicazione del manoscritto veneziano risale al 1873 nell'opera di Konstandìnos Sàthas nella sua opera Bibliotheca graeca Medii Aevi.